# Annegret Kroniger
Annegret „Anne” Kroniger (ur. 24 września 1952 w Bochum) – niemiecka lekkoatletka specjalizująca się w krótkich biegach sprinterskich, dwukrotna uczestniczka letnich igrzysk olimpijskich (Monachium 1972, Montreal 1976), srebrna medalistka olimpijska z Monachium w biegu sztafetowym 4 × 1 okrążenieetrów. W czasie swojej kariery reprezentowała Republikę Federalną Niemiec.
Przez pewien czas była żoną skoczka w dal Waltera Bollera.

## Sukcesy sportowe
- dwukrotna medalistka mistrzostw RFN w biegu na 100 metrów – srebrna (1976) oraz brązowa (1973)[2]
- pięciokrotna medalistka mistrzostw RFN w biegu na 200 metrów – dwukrotnie złota (1972, 1973) oraz trzykrotnie srebrna (1971, 1974, 1976)[3]
- srebrna medalistka halowych mistrzostw RFN w biegu na 60 metrów – 1976[4]
- trzykrotna medalistka halowych mistrzostw RFN w biegu na 200 metrów – złota (1971) oraz dwukrotnie brązowa (1972, 1976)[5]

| Rok  | Miasto    | Zawody                      | Konkurencja                      | Wynik                    |
| ---- | --------- | --------------------------- | -------------------------------- | ------------------------ |
| 1970 | Wiedeń    | Halowe mistrzostwa Europy   | sztafeta 4 × 1 okrążenie         | srebrny medal            |
| 1970 | Paryż     | Mistrzostwa Europy juniorów | bieg na 200 m sztafeta 4 × 100 m | srebrny medal            |
| 1971 | Sofia     | Halowe mistrzostwa Europy   | sztafeta 4 × 1 okrążenie         | srebrny medal            |
| 1971 | Helsinki  | Mistrzostwa Europy          | bieg na 200 m                    | 5. miejsce               |
| 1972 | Grenoble  | Halowe mistrzostwa Europy   | sztafeta 4 × 1 okrążenie         | złoty medal              |
| 1972 | Monachium | Igrzyska olimpijskie        | bieg na 200 m                    | 5. miejsce               |
| 1974 | Rzym      | Mistrzostwa Europy          | sztafeta 4 × 100 m bieg na 200 m | srebrny medal 6. miejsce |
| 1976 | Montreal  | Igrzyska olimpijskie        | sztafeta 4 × 100 m               | srebrny medal            |

## Rekordy życiowe
- bieg na 100 metrów – 11,3 – Bukareszt 09/06/1974
- bieg na 200 metrów – 22,89 – Monachium 07/09/1972